# Psectrosciara stonei
Psectrosciara stonei is een muggensoort uit de familie van de Scatopsidae. De wetenschappelijke naam van de soort is voor het eerst geldig gepubliceerd in 1958 door Cook.